# Arad (Israel)
ʿArad (hebräisch עֲרָד, arabisch عراض, DMG ʿArāḍ) ist eine Stadt in Israel. Sie befindet sich etwa 25 Kilometer westlich des Toten Meeres und 45 Kilometer östlich von Beʾer Scheva.
Der Name Arad stammt von der gleichnamigen judäischen Festung (siehe Tel Arad) und wird in der Bibel erwähnt (z. B. im Buch der Richter Ri 1,16 ).
Arad liegt am Israel National Trail, einem über 1000 Kilometer langen Fernwanderweg, der Israel vom Norden bis in den Süden durchzieht.

## Geschichte
Arad wurde 1962 von einer Gruppe junger Israelis gegründet, von denen die meisten ehemalige Kibbuz- oder Moschav-Bewohner waren, die nach Wohnraum in einer abgelegenen Umgebung suchten. Arad ist vor allem bei Asthma-Patienten für seine saubere Luft bekannt.
Im Juni 1965 wurde Arad der Status einer eigenen Gemeindeverwaltung und am 29. Mai 1995 der einer Stadtverwaltung verliehen.

## Einwohner
Das israelische Zentralbüro für Statistik gibt bei den Volkszählungen vom 19. Mai 1972, 4. Juni 1983, 4. November 1995 und vom 28. Dezember 2008 für die Regionalverwaltung folgende Einwohnerzahlen an:
| Jahr der Volkszählung | 1972  | 1983   | 1995   | 2008   | 2016   |
| Anzahl der Einwohner  | 5.623 | 12.440 | 20.229 | 23.298 | 24.713 |

## Bürgermeister
- Seit 2024 Yair Maayan[2]
- 2015–2024 Nissan Ben-Chamo
- 2010–2015 Tali Ploskov, Israel Beitenu
- 2007–2010 Gideʿon Bar-Lev
- 2003–2007 Mordechai „Moty“ Brill
- 1995–2003 Betzalʾel Tabib, ʿAvoda

Vorsitzender der Gemeindeverwaltung:
- Zeʾev Chaimoni 1966–1967, Mapam
- Avraham Schochat 1967–1986, ʿAvoda
- Betzalʾel Tabib 1986–1995, ʿAvoda

Vorsitzender der Regionalverwaltung Arad:
- Arie Eliav 1960–1962, Mapai
- Yitzchak Pundak 1962–1965

## Stadtviertel

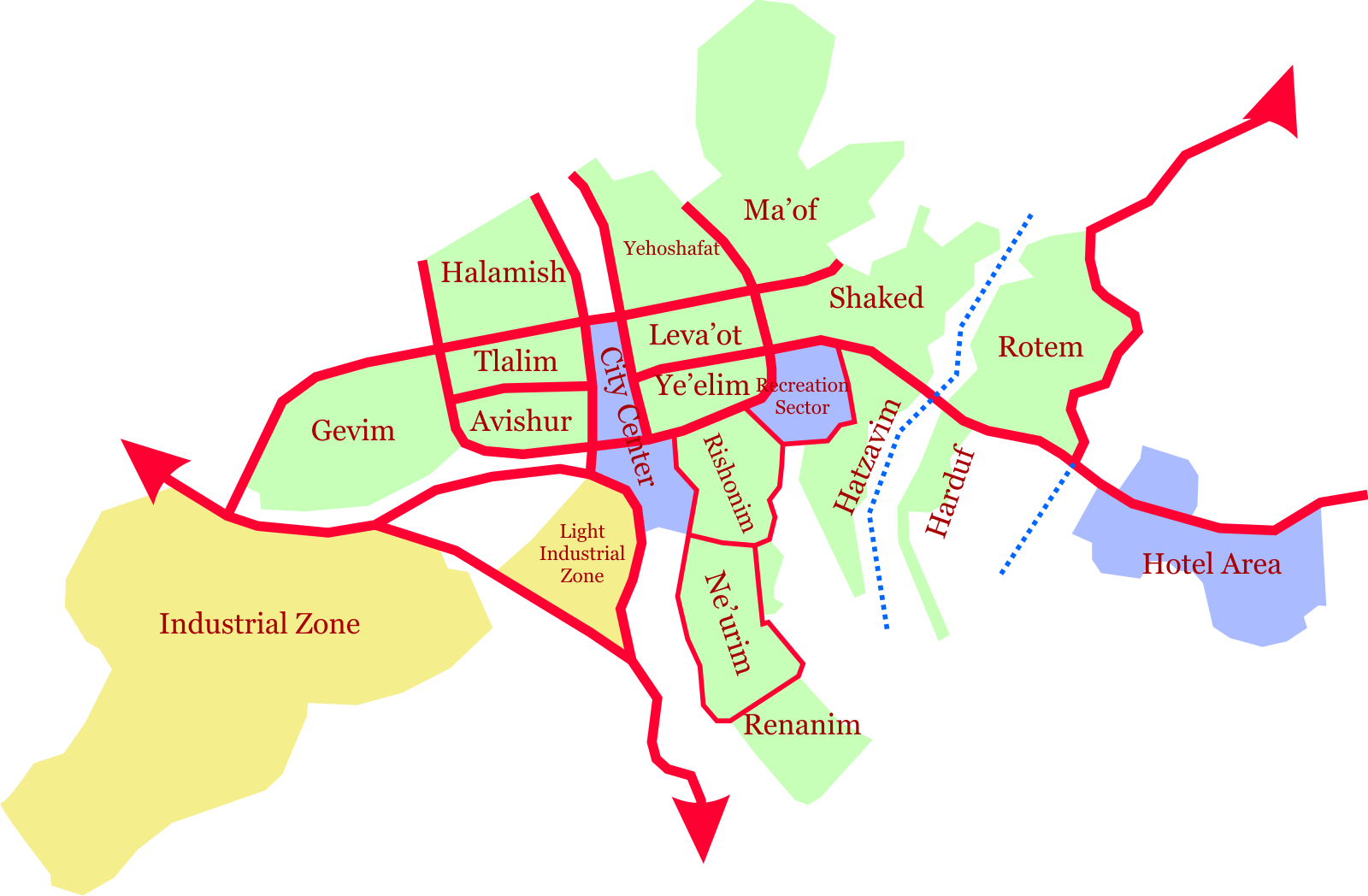
Stadtviertel von Arad

Die Namen der Stadtviertel und der darin gelegenen Straßen sind alle thematisch geordnet. „Das leicht hügelige Stadtgelände auf einem Hochplateau wird von zahlreichen Wadis des Berglandes durchzogen, die auch das äussere Erscheinungsbild der Stadt mitprägen, indem zahlreiche Quartiere Arads auf Bergrücken dieser Trockentäler angelegt sind.“
| Name        | Thema                      |
| ----------- | -------------------------- |
| Avischur    | Sohn von Rabbi Schammai    |
| Tlalim      | Tau                        |
| Levaʾot     | Löwen                      |
| Jeʾelim     | Ziegen                     |
| Gevim       | Fluvial                    |
| Chalamisch  | Früchte                    |
| Jehoschafat | Könige von Israel und Juda |
| Rischonim   | Erstlinge, Erstbewohner    |
| Neʿurim     | Jugend                     |
| Renanim     | Musik                      |
| ʿAjanot     | Quelle                     |
| Maʿof       | Vögel                      |
| Chatzavim   | Militär                    |
| Harduf      | Höhen                      |
| Schaked     | Pflanzen                   |
| Rotem       | Edelsteine                 |

## Städtepartnerschaften
- Wilmington, Vereinigte Staaten seit 1973
- Dinslaken, Deutschland seit 1989
- Burlington, Vereinigte Staaten seit 1991

## Künstlerviertel Eschet Lot
Das Künstlerviertel Eschet Lot ist ein Viertel mit seiner eigenen Marke der Wüsten-Atmosphäre, im Herzen der Industriezone stellt es eine Kombination aus Kreativität und Kunstfertigkeit dar. Es befindet sich an der Straße, die hinab zum Toten Meer führt. Die Künstler, die allesamt Einwohner von Arad sind, haben gemeinsam eine produktive Gemeinschaft mit einer erhöhten Sensibilität gegenüber der Umwelt geschaffen.
Einige der Galerien dieser Künstler findet man in:
- Maʿejan haJetzira – Kunstgalerie
- Wüstenblick-Galerie
- Glasmuseum – Gideʿon Friedman

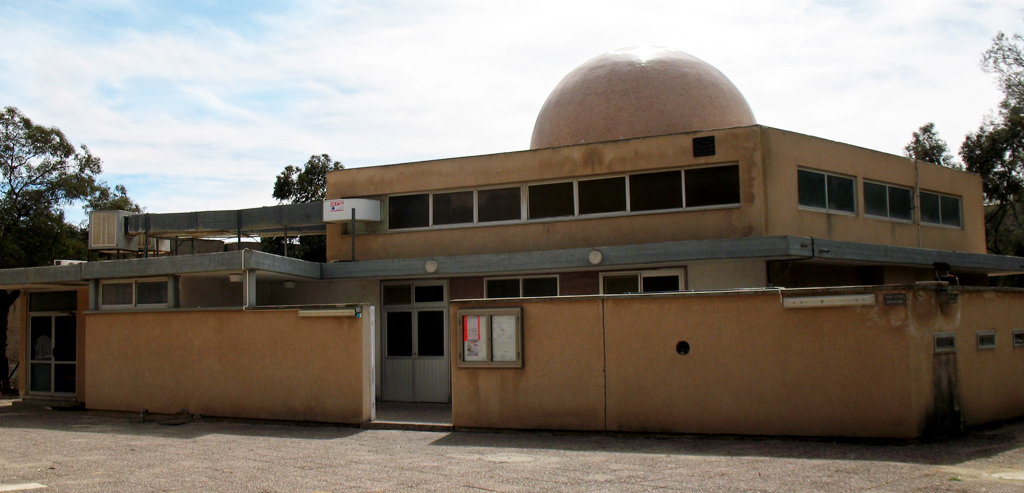
Zentralsynagoge
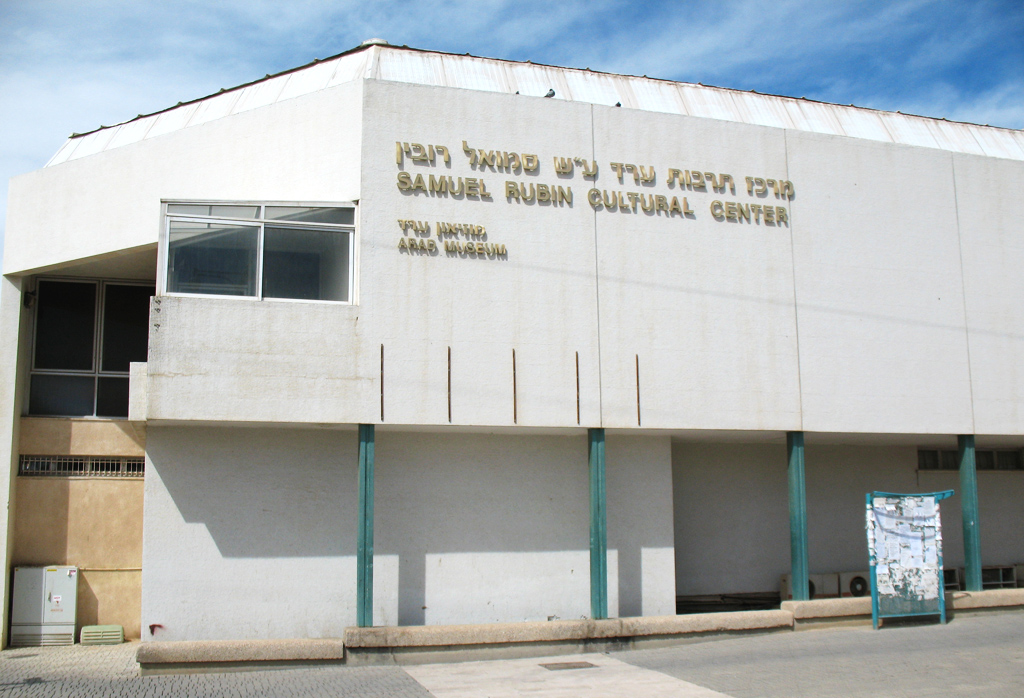
Kultur- und Jugendzentrum
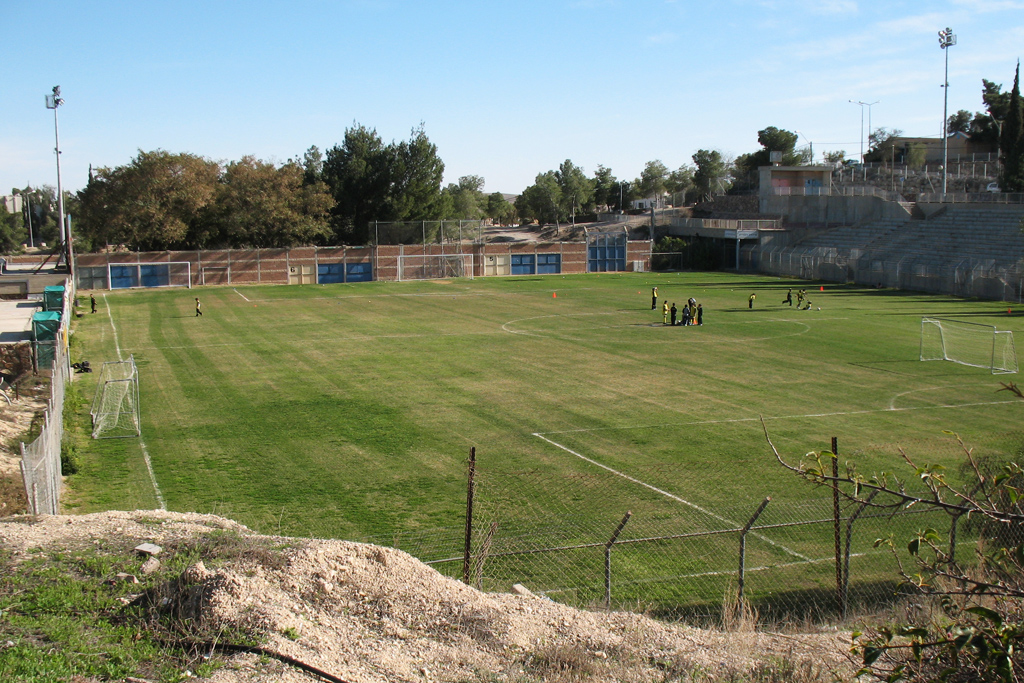
Fußballstadion